# 항공우주박물관
항공우주박물관(KAI Aerospace Museum)은 대한민국 경상남도 사천시에 위치한 박물관이다. 한국항공우주산업이 건립했며 2002년 8월 개관했다.